# يوناس ليبيسته
يوناس ليبيسته (بالفنلندية: Joonas Lepistö) هو لاعب كرة قدم فنلندي، ولد في 22 يونيو 1998 في سينايوكي في فنلندا. لعب مع سينايوين يالكابالوكيرهو.

## وصلات خارجية
- يوناس ليبيسته على موقع قاعدة بيانات كرة القدم.إي يو (الإنجليزية)
- يوناس ليبيسته على موقع Soccerway.com (الإنجليزية)